# París-Roubaix 1932
La 33.ª edición de la París-Roubaix tuvo lugar el 27 de marzo de 1932 y fue ganada por el belga Romain Gijssels. 

## Clasificación final
|    | Ciclista          | Equipo                    | Tiempo |
| -- | ----------------- | ------------------------- | ------ |
| 1  | Romain Gijssels   | Dilecta                   |        |
| 2  | Georges Ronsse    | La Française              |        |
| 3  | Herbert Sieronski | Oscar Egg                 |        |
| 4  | Jean Aerts        | Alcyon-Dunlop             |        |
| 5  | Alfons Schepers   | La Française              |        |
| 6  | Jef Demuysere     | Genial Lucifer-Hutchinson |        |
| 7  | Alfons Ghesquière | Alcyon-Dunlop             |        |
| 8  | Émile Decroix     | Genial Lucifer-Hutchinson |        |
| 9  | Julien Vervaecke  | Labor                     |        |
| 10 | Alfons Deloor     | Dilecta                   |        |